# کالاگره-فولبه
کالاگره-فولبه شهری در شهرستان زیمتنگا در استان بام در بورکینافاسوی شمالی است و جمعیت آن ۱۲۱ نفر است.